# Трупіал бразильський
Трупіа́л бразильський (Icterus jamacaii) — вид горобцеподібних птахів родини трупіалових (Icteridae). Ендемік Бразилії.

## Опис
Довжина птаха становить 23 см. Забарвлення переважно яскраво-оранжеве. Голова, горло, верхня частина грудей, спина, крила і хвіст чорні. На крилах білі плями, задня частина шиї і плечі оранжеві. Виду не притаманний статевий диморфізм.

## Поширення і екологія
Бразильські трупіали мешкають на сході Бразилії, від Мараньяна і східної Пари до Сан-Паулу. Вони живуть в саванах серрадо та в сухих чагарникових заростях і рідколіссях каатинга. Зустрічаються на висоті до 500 м над рівнем моря. Живляться комахами та іншими безхребетними, плодами і нектаром. Гніздування припадає на сезон дощів і триває з грудня по березень.